# Tardive Musquee
Tardive Musquee sinónimo: Late Muskatelle of Lucas es una variedad cultivar de ciruelo (Prunus domestica), de las denominadas ciruelas europeas. Un híbrido originado alrededor de 1859 por M. M. Baltet, un viverista en Troyes (Francia). Las frutas tienen un tamaño de pequeño a medio, con una piel de color violeta o morado-rojizo llegando a negro casi uniforme aunque a veces pueden verse tachones claros del color amarillo ambarino del fondo, y una pulpa de color verdosa o ambarina, transparente, con textura medio firme, algo crujiente, medianamente jugosa, y sabor muy dulce y aromático pero a la vez astringente con aroma de almizcle.

## Sinonimia
- "Late Muskatelle of Lucas".

## Historia
'Tardive Musquee' es una variedad de ciruela, híbrido originado alrededor de 1859 por M. M. Baltet, un viverista en Troyes (Francia).
Está descrita por : 1. Mas Pom. Gen, 2:147. 1873. 2. Cat. Cong. Pom. France 370. 1887. 3. Rev. Hort. 536, 561. 1893. 4. Lucas Vollst. Hand. Obst. 470. 1894. Späte Muskateller Pflaume 4.
'Tardive Musquee' está cultivada en el banco de germoplasma de cultivos vivos de la Estación experimental Aula Dei de Zaragoza con el nombre de accesión : 'Tardive Musquee'. Está considerada incluida en las variedades locales autóctonas muy antiguas, cuyo cultivo se centraba en comarcas muy definidas, que se caracterizan por su buena adaptación a sus ecosistemas, y podrían tener interés genético en virtud de su características organolépticas y resistencia a enfermedades, con vista a mejorar a otras variedades.

## Características
'Tardive Musquee' árbol de porte extenso, vigor débil, erguido, sus hojas de la planta leñosa son caducas, de color verde, forma elíptica, sin pelos presentes. Las flores deben aclararse mucho para que los frutos alcancen un calibre más grueso. Tiene un tiempo de floración que comienza a partir del 14 de abril con el 10% de floración, para el 19 de abril tiene una floración completa (80%), y para el 30 de abril tiene un 90% de caída de pétalos.
'Tardive Musquee' tiene una talla de tamaño pequeño a mediano, de forma redondeado-ovalado, o redondeada-achatada, presentando sutura fina, línea casi imperceptible violeta o morada poco más oscura que el fruto, bien visible por estar muy recubierta de pruina, situada en depresión ligera en toda su extensión excepto en polo pistilar donde no solo se acentúa la depresión sino que la sutura queda hundida en una corta extensión; epidermis tiene una piel con pruina abundante, fina blanquecino-azulada, no se aprecia pubescencia, presenta color violeta o morado-rojizo llegando a negro casi uniforme aunque a veces pueden verse tachones claros del color amarillo ambarino del fondo; pedúnculo de longitud corto o medio, fino, pubescente, ubicado en una cavidad peduncular estrecha o mediana, poco profunda, apenas rebajada en la sutura y el lado opuesto; pulpa verdosa o ambarina, transparente, con textura medio firme, algo crujiente, medianamente jugosa, y sabor
muy dulce y aromático pero a la vez astringente con aroma de almizcle.
Hueso libre, pequeño o mediano, globoso o semi-globoso, con surco dorsal muy estrecho y poco profundo, a veces discontinuo, con la zona ventral y surcos laterales muy imprecisos, y las caras laterales arenosas con algunos orificios en el borde dorsal.
Su tiempo de recogida de cosecha se inicia en su maduración en septiembre u octubre.

## Usos
Se utiliza para su consumo en fresco.

## Características
Resistente al cancro bacteriano. Es parcialmente autofértil, por lo que dará algunos frutos por sí mismo. Tener cerca otra variedad de ciruela igual o diferente con el mismo grupo de polinización o uno adyacente ayudará al cultivo.